# Robert Beavers
Robert Beavers est un réalisateur américain né en 1949.

## Biographie
Influencé notamment par le courant du « New American Cinema », les critiques de Jonas Mekas, la Filmmakers cinematheque et Gregory Markopoulos, Robert Beavers commence à réaliser des films en 1966. Il vit et travaille en Europe depuis 1967.
Il a été distingué lors de la 34e cérémonie des National Society of Film Critics Awards en 2000.

## Filmographie partielle
- 1973 : Still Light
- 1974 : Ruskin
- 1980 : Amor
- 1984 : Work Done
- 1997 : The Stoas
- 2000 : From the Notebook of...
- 2001 : The Ground
- 2002 : Early Monthly Segments
- 2007 : Pitcher of Colored Light
- 2010 : The Suppliant
- 2013 : Listening to the Space in My Room
- 2014 : First Weeks
- 2022 : The Sparrow Dream